# Jean-Marie Speich
Pour les articles homonymes, voir Speich.
Jean-Marie Speich, né le 15 juin 1955 à Strasbourg dans le Bas-Rhin, est un archevêque catholique français, nonce apostolique en Pays-Bas (en) depuis 2025.

## Biographie

### Formation
Diplômé de droit canonique, Jean-Marie Speich, est ordonné prêtre le 9 octobre 1982 pour le diocèse de Strasbourg.

### Prêtre

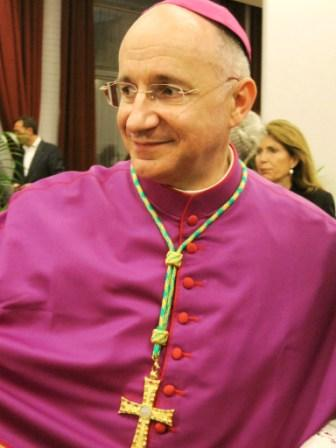
Jean-Marie Speich le jour de son ordination épiscopale à Rome.

Il rejoint les services diplomatiques du Saint-Siège en juillet 1986. Son service l'amène alors successivement en Haïti, au Nigeria (en), en Bolivie (en), au Canada, en Grande-Bretagne, en Égypte, en Espagne et à Cuba (en). En mars 2008, il est rappelé à Rome pour prendre la tête de la  section francophone de la secrétairerie d'État.

### Évêque
Le 17 août 2013, le pape François le nomme archevêque titulaire de Sulci (de) et nonce apostolique au Ghana (en). Il est, ordonné évêque par le pape en la basilique Saint-Pierre de Rome le 24 octobre suivant, en même temps queGiampiero Gloder, nouveau président de l'académie pontificale ecclésiastique. Ce sont les premiers évêques ordonnés par François depuis son élection pontificale. Il célèbre sa première messe épiscopale à Willgottheim le 3 novembre suivant. Il présente ses lettres de créances au président du Ghana : John Dramani Mahama le 28 janvier 2014.
Le 19 mars 2019, il est transféré à Ljubljana comme nonce apostolique en Slovénie et délégué apostolique au Kosovo (en). 
Le 12 avril 2025, le pape François le nomme nonce apostolique aux Pays-Bas (en).

### Distinctions

#### Rang ecclésiastique
- Prêtre de l'église catholique - 9 octobre 1982
- Chapelain de Sa Sainteté - 15 octobre 1988
- Prélat de Sa Sainteté - 10 novembre 1998
- Archevêque de l'église catholique - 17 août 2013

#### Distinctions civiles
- Commandant de l'Ordre National Honneur et Mérite d’Haïti (2 août 1989)
- Commandeur de l'Ordre du Mérite de la République fédérale d'Allemagne (24 février 1999)
- Chapelain conventuel d'honneur de l'Ordre souverain militaire et hospitalier de Saint-Jean de Jérusalem, de Rhodes et de Malte (24 juin 2006)
- Chevalier de la Légion d'honneur (promotion du 1er janvier 2010[7])
- Grand officier de l'Ordre des Saints-Maurice-et-Lazare (14 septembre 2013)